# كيويلميس
كيويلميس (بالفرنسية: Quelmes)‏ هي بلدية تقع في إقليم باد كاليه من منطقة نور با دو كاليه في شمال فرنسا. تبلغ مساحة هذه المدينة 9.86 (كم²)، وترتفع عن سطح البحر 121 م، يبلغ عدد سكانها 580 نسمة حسب إحصاء المعهد الوطني للإحصاء والدراسات الاقتصادية سنة 2009 م. وترأس Paul Evrard البلدية خلال فترة (2008-2014).